# Chambe Peak
Chambe Peak är en bergstopp i Malawi. Den ligger i distriktet Mulanje District och regionen Southern Region, i den södra delen av landet. Toppen på Chambe Peak är 2 452 meter över havet. Chambe Peak ingår i Mulanje Mountains.
Den högsta punkten i närheten är Sapitwa, 3 002 meter över havet, 9,0 km sydost om Chambe Peak.  Trakten runt Chambe Peak är nära nog obefolkad, med mindre än två invånare per kvadratkilometer. I omgivningarna runt Chambe Peak växer huvudsakligen savannskog.